# Jewgienija Ginzburg
Jewgienija Siemionowna (Sołomonowna) Ginzburg (ros. Евгения Семёновна (Соломоновна) Гинзбург; ur. 7 grudnia?/20 grudnia 1904 w Moskwie, zm. 25 maja 1977 tamże) – rosyjska pisarka żydowskiego pochodzenia, matka Wasilija Aksionowa. Ofiara wielkiego terroru w ZSRR.
Ukończyła Kazański Uniwersytet Państwowy, gdzie następnie pracowała. Wyszła za mąż za Pawła Aksionowa – członka władz Tatarskiej Autonomicznej SRR.  W czasie wielkiej czystki w 1937, 7 lutego 1937 wykluczona z Wszechzwiązkowej Partii Komunistycznej (bolszewików), następnie aresztowana przez NKWD.  1 sierpnia 1937 skazana przez Kolegium Wojskowe Sądu Najwyższego ZSRR na dziesięć lat więzienia w ścisłej izolacji i pięć lat pozbawienia praw publicznych. Skierowana do odbywania kary do politizolatora w Jarosławiu. W lecie 1939 wyrok zamieniono na 10 lat łagru i skierowano ją do zespołu łagrów Kołymy. W lutym 1947 odsiedziała dziesięcioletni wyrok, po czym przez kolejne lata została skazana administracyjnie na dożywotnie zesłanie. Po śmierci Stalina została amnestionowana, a w roku 1955 oficjalnie zrehabilitowana.
Swoje losy opisała w książce Stroma ściana (Крутой маршрут). Po bezskutecznych próbach wydania w oficjalnych wydawnictwach sowieckich w początku lat 60., pierwsza część książki została wydana we Włoszech w 1966 w tłumaczeniu angielskim jako Into the Whirlwind. Książka krążyła w ZSRR w samizdacie, po raz pierwszy została oficjalnie opublikowana w ZSRR w 1990. Jest to jedno z najważniejszych świadectw stalinowskiego terroru i najciekawszych dzieł tzw. literatury łagrowej. Obok Warłama Szałamowa i Anatola Krakowieckiego autor najbardziej znanych literackich świadectw obozów Kołymy.
Pochowana na Cmentarzu Kuźminskim w Moskwie.